# Ambleny
Ambleny település Franciaországban, Aisne megyében. Lakosainak száma 1203 fő (2022. január 1.). Ambleny Cutry, Fontenoy, Laversine, Montigny-Lengrain, Pernant, Ressons-le-Long és Saint-Bandry községekkel határos.

## Népesség
A település népességének változása:
| Lakosok száma | 889  | 960  | 1119 | 1147 | 1132 | 1153 | 1155 | 1138 | 1159 | 1203 |
|               | 1968 | 1982 | 1990 | 2006 | 2013 | 2015 | 2017 | 2019 | 2020 | 2022 |